# Филдинг, Уильям, 5-й граф Денби
Уильям Филдинг (англ. William Feilding; 26 октября 1697 — 2 августа 1755) — английский аристократ, 5-й граф Денби, 5-й виконт Филдинг и 5-й барон Филдинг в пэрстве Великобритании, 4-й граф Десмонд, 4-й виконт Каллан и 4-й барон Филдинг в пэрстве Ирландии с 1717 года. Унаследовал титулы и владения после смерти отца, Бэзила Филдинга.
Граф был женат на Изабелле Хек де Йонг, дочери Петера Хека де Йонга, бургомистра Утрехта, и его супруги Анны Марии ван Виде. В этом браке родился сын Бэзил (1719—1800), 6-й граф Денби.